# Tegostoma dinichealis
Tegostoma dinichealis là một loài bướm đêm trong họ Crambidae.